# Lavancia-Epercy
Lavancia-Epercy is een gemeente in het Franse departement Jura (regio Bourgogne-Franche-Comté) en telt 619 inwoners (1999). De plaats maakt deel uit van het arrondissement Saint-Claude.

## Geografie
De oppervlakte van Lavancia-Epercy bedraagt 10,5 km², de bevolkingsdichtheid is 59,0 inwoners per km².

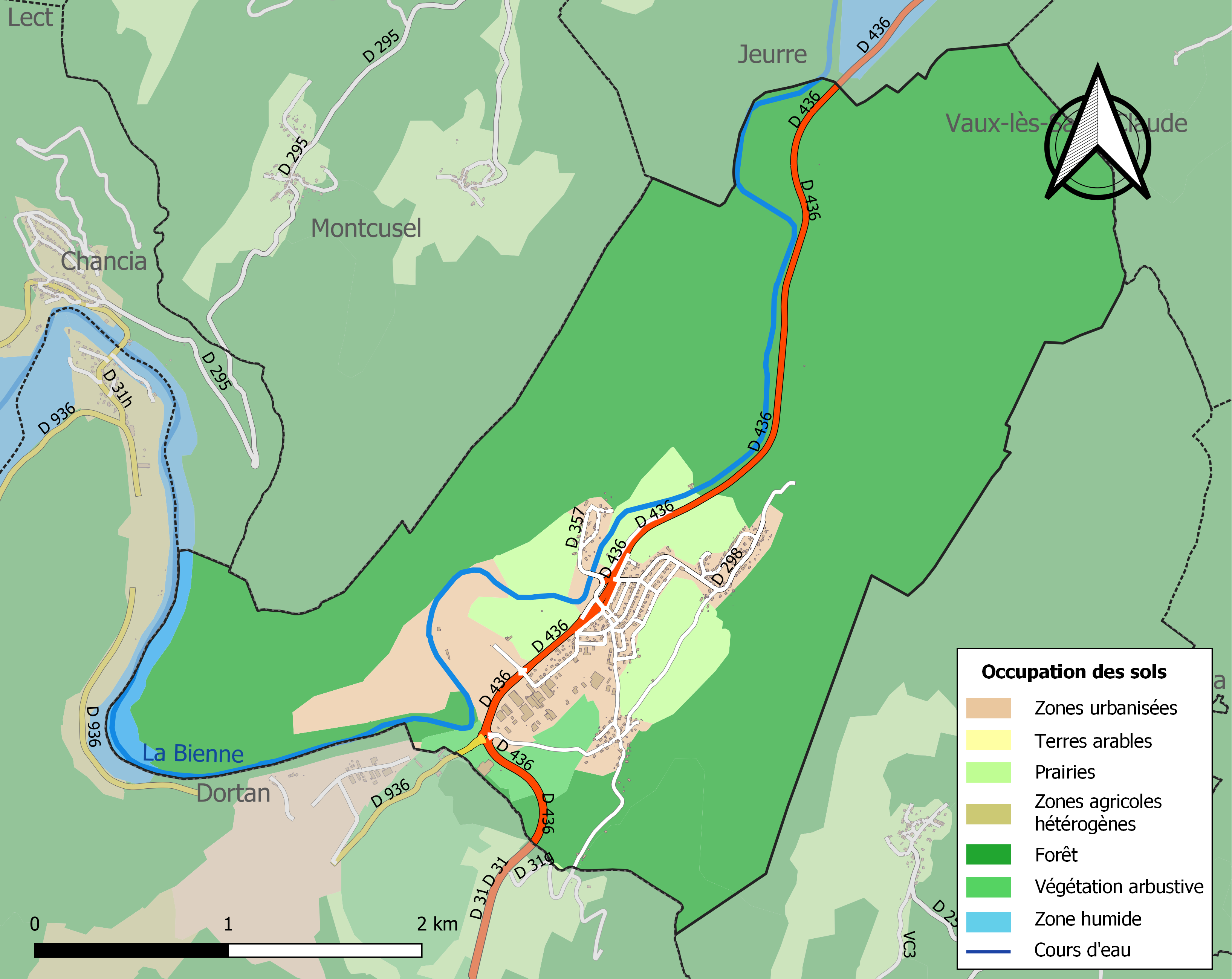
Kaart van de gemeente met de belangrijkste infrastructuur, bodemgebruik en omliggende gemeenten

## Demografie
Onderstaande figuur toont het verloop van het inwonertal (bron: INSEE-tellingen).